# Saharaui-Peseta
Die Saharaui-Peseta ist seit dem Madrider Abkommen zum politischen Status der Westsahara vom 25. November 1975 die Währung des nur teilweise international anerkannten Staates Demokratische Arabische Republik Sahara. Sie wird offiziell in 100 Céntimos unterteilt, diese Untereinheit existiert jedoch nicht als Zahlungsmittel. Im Umlauf existiert die Währung nur in Form von Münzen von 1 bis 50 Pesetas.
Die Verbreitung ist auf ein relativ kleines Gebiet unter Kontrolle der Polisario beschränkt. Im von Marokko kontrollierten Teil der Westsahara ist die gebräuchliche Umlaufwährung der marokkanische Dirham. Im Süden zirkuliert in geringerem Umfang auch der mauretanische Ouguiya.
Als Wechselkurs wurde im Madrider Abkommen die Parität zur spanischen Peseta festgeschrieben, der Wechselkurs hat aber nur symbolischen Charakter. Seit die spanische Peseta durch den Euro abgelöst wurde, beträgt die Rate 1 € = 166,386 Pts oder 100 Pts ≈ 0,6010 €.

## Münzen
Kursmünzen für den alltäglichen Gebrauch wurden von der Polisario herausgegeben. Die Münzen bestehen aus einer Kupfer-Nickel-Legierung und existieren in den Wertstufen 1, 2, 5 und 10 Pesetas.
| Wert       | Jahr      | Material | Durchmesser (mm) | Gewicht (g) | Avers                   | Revers                                                     | Bild |
| ---------- | --------- | -------- | ---------------- | ----------- | ----------------------- | ---------------------------------------------------------- | ---- |
| 1 Peseta   | 1992 2018 | Cu+Ni    | 17,0 20,0        | 2,94 4,70   | Beduine und Dromedar    | Wappen und Schriftzug REPUBLICA ARABE SAHARAUI DEMOCRATICA |      |
| 2 Pesetas  | 1992 2018 | Cu+Ni    | 20,0 22,0        | 3,56 5,60   | Beduine und Dromedar    | Wappen und Schriftzug REPUBLICA ARABE SAHARAUI DEMOCRATICA |      |
| 5 Pesetas  | 1992 2018 | Cu+Ni    | 21,5 23,0        | 3,92 6,30   | Beduine und Dromedar    | Wappen und Schriftzug REPUBLICA ARABE SAHARAUI DEMOCRATICA |      |
| 10 Pesetas | 2018      | Cu+Ni    | 25,1             | 7,60        | Beduine und Segelschiff | Wappen und Schriftzug REPUBLICA SAHARAUI DEMOCRATICA       |      |

Es wurden zahlreiche Sonderprägungen zu Sammlerzwecken herausgegeben, beispielsweise:

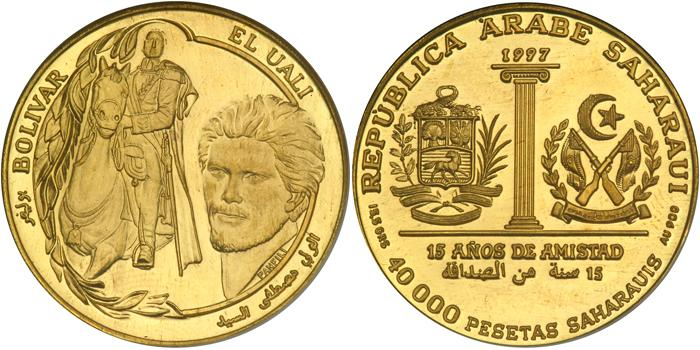
40.000 Pesetas (Gold), 15. Jahrestag der Aufnahme diplomatischer Beziehungen zu Venezuela